# Allan Rex Sandage
Allan Rex Sandage, ameriški astronom in kozmolog, * 18. junij 1926, Iowa City, Iowa, ZDA, † 13. november 2010.

## Življenje in delo
Sandage je diplomiral na Univerzi Illinoisa v Urbani in Champaignu leta 1948. Doktoriral je na Kalifornijskem tehnološkem inštitutu leta 1953. Bil je Hubblov učenec in je uspešno nadaljeval njegov znanstveni program.
Začel je delati na Observatoriju Mt. Palomar. S 5080 mm palomarskim daljnogledom je posnel prvo spektrografsko sliko kvazarja. Leta 1960 je skupaj s Thomasom Matthewsom na fotografski plošči odkril kozmični vir radijskih valov 3C 48. Dve leti kasneje je Hazard z radijskim daljnogledom na Observatoriju Parkes v Novem Južnem Walesu ugotovil lego 3C 273 z merjenjem trajanja zatemnitve radijskega signala z okultacijo Lune. Leta 1963 sta Schmidt in Oke v reviji Nature objavila par člankov, kjer sta poročala o velikem rdečem premiku tega radijskega vira.
Sandage je bil začetnik radijske astronomije. Njegovo delo je zelo pomembno za kozmologe pri dokazovanju njihovih teorij nastanka Vesolja. Ukvarjal se je tudi z razvojem galaksij in naprej razvil Hubblovo razvrstitev galaksij.
Leta 1958 je objavil prvo dobro oceno Hubblove konstante 75 (km/s)/Mpc, ki je zelo blizu današnji vrednosti.

## Priznanja

### Nagrade
- nagrada Helen B. Warner za astronomijo Ameriškega astronomskega društva (1957)
- Eddingtonova medalja Kraljeve astronomske družbe (1963)
- zlata medalja Kraljeve astronomske družbe (1967)
- nacionalna medalja znanosti (1970)
- lektorat Henryja Norrisa Russlla (1972)
- medalja Bruceove (1975)
- Crafoordova nagrada (1991)
- Gruberjeva nagrada za kozmologijo skupaj z Jamesom Peeblesom (2000)

### Poimenovanja
Po njem se imenuje asteroid glavnega pasu 9963 Sandage.